# Pitholeón
Pitholeón (Kr. e. 1. század) görög költő
Rodoszról származott, Rómában élt. Horatius egy művében említi, hogy költeményeiben keverve használta a görög és a latin nyelvet. Feltehetőleg azonos azzal a Pitholaosszal, aki gyalázkodó verseket írt Julius Caesar ellen (Suetonius közlése).